# Prionopelta majuscula
Prionopelta majuscula är en myrart som beskrevs av Carlo Emery 1897. Prionopelta majuscula ingår i släktet Prionopelta och familjen myror. Inga underarter finns listade i Catalogue of Life.

## Bildgalleri

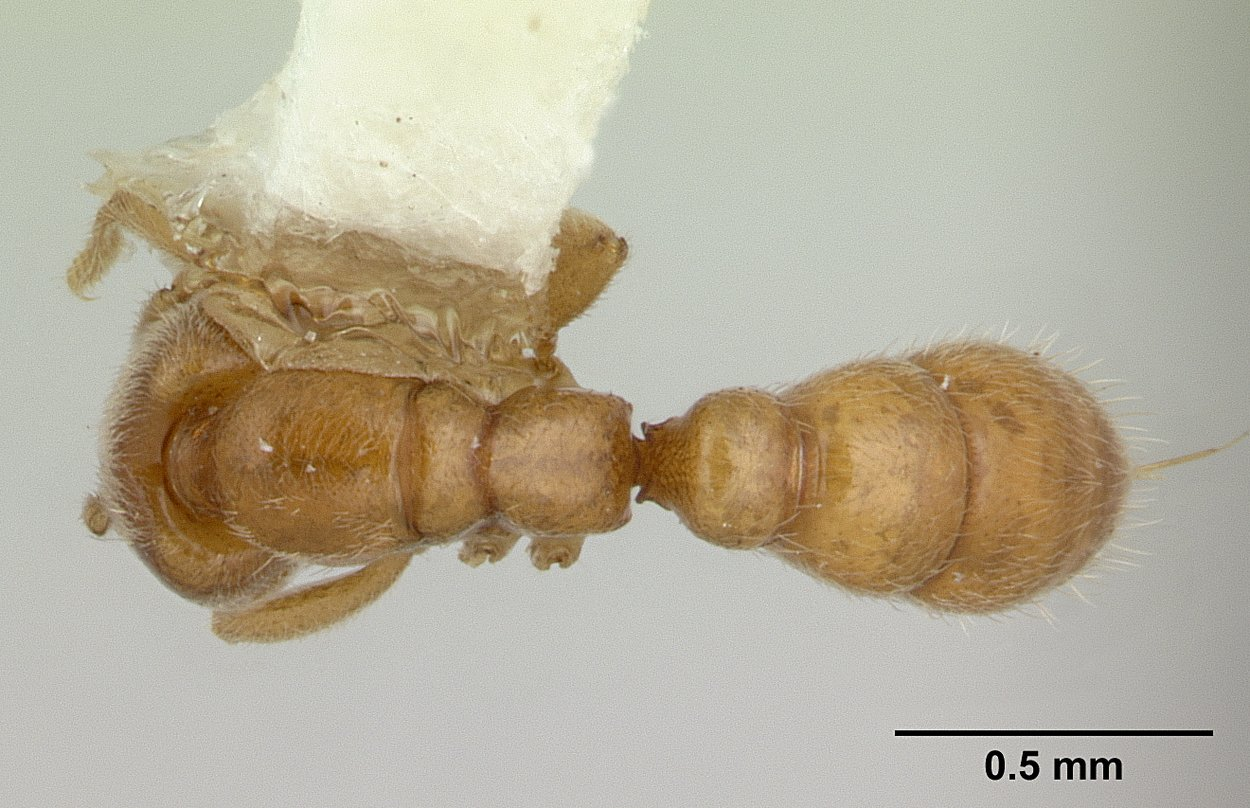
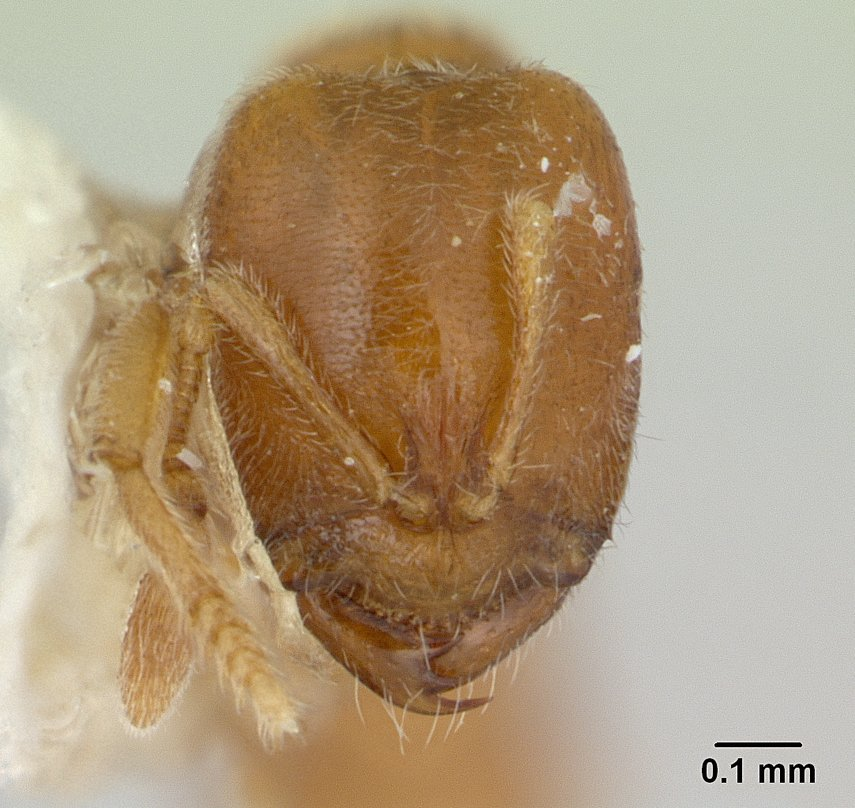
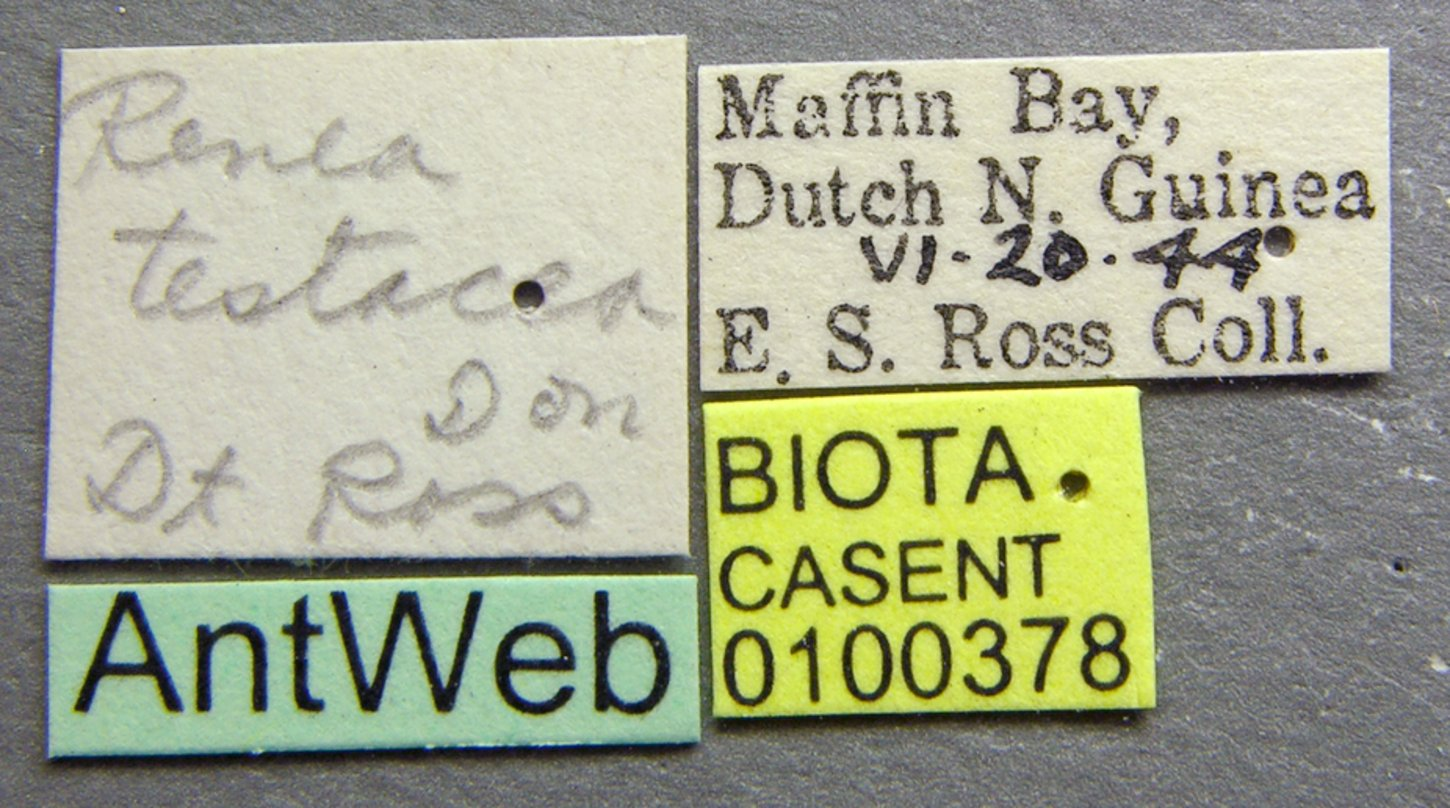
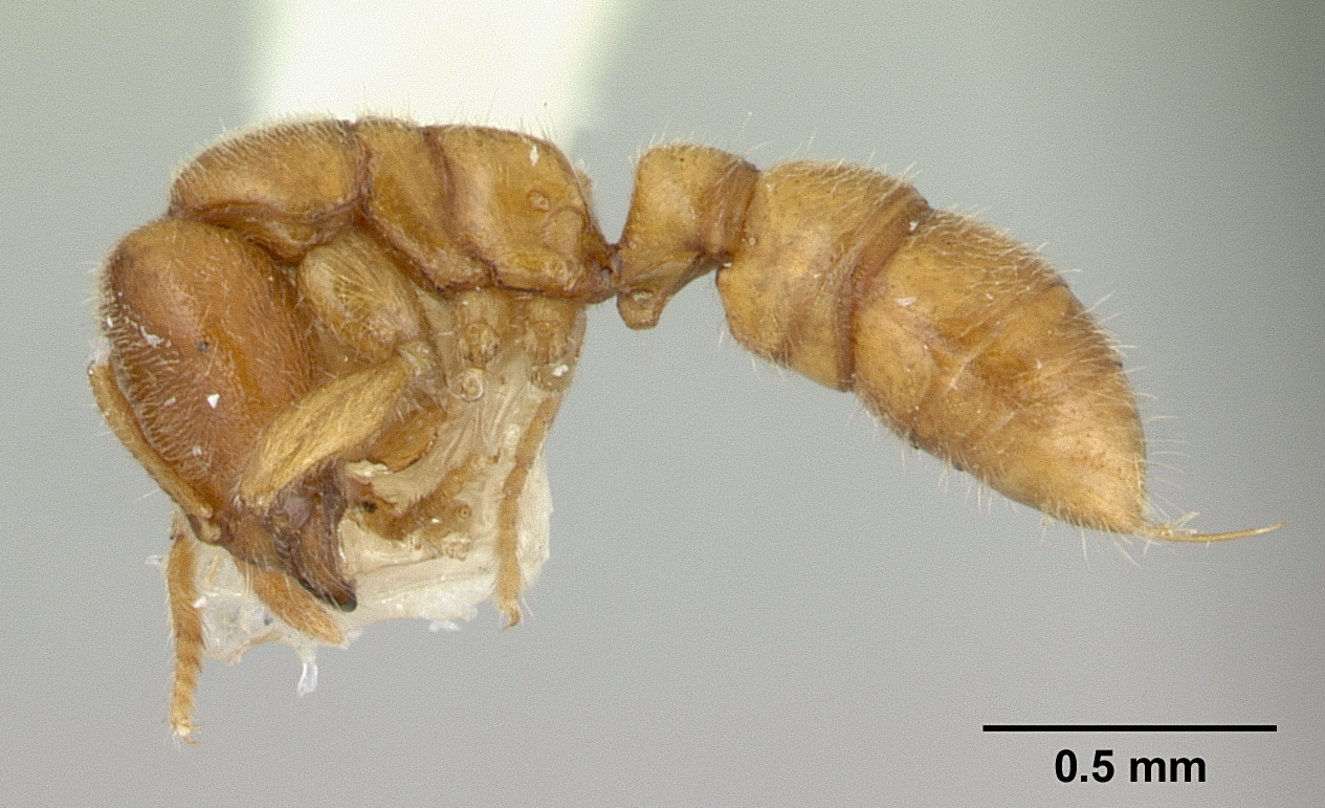
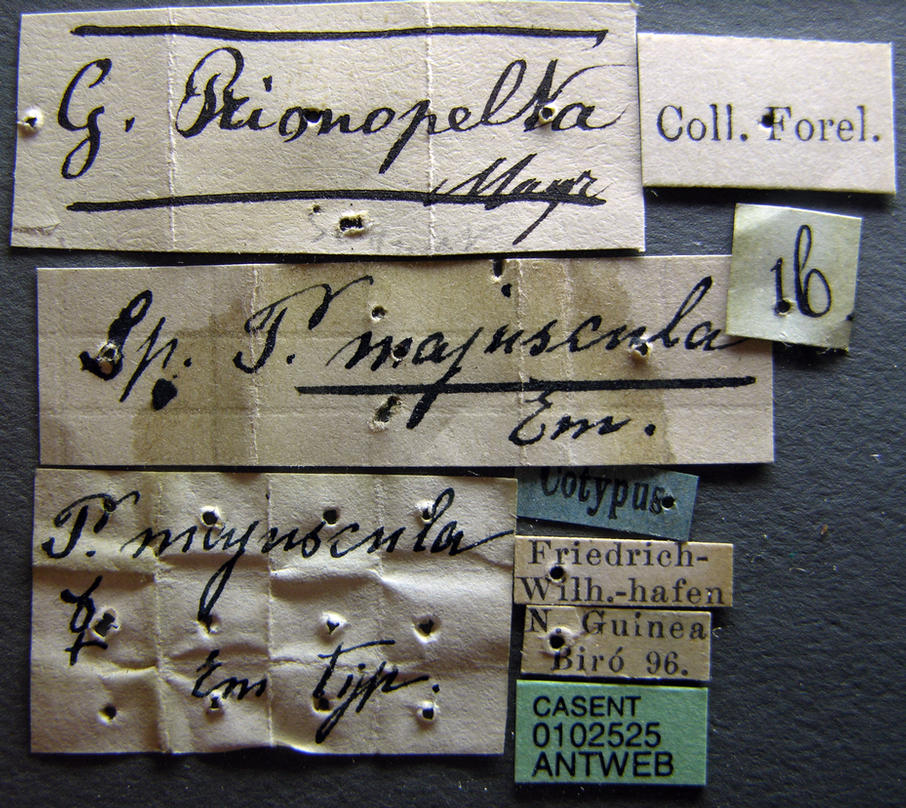
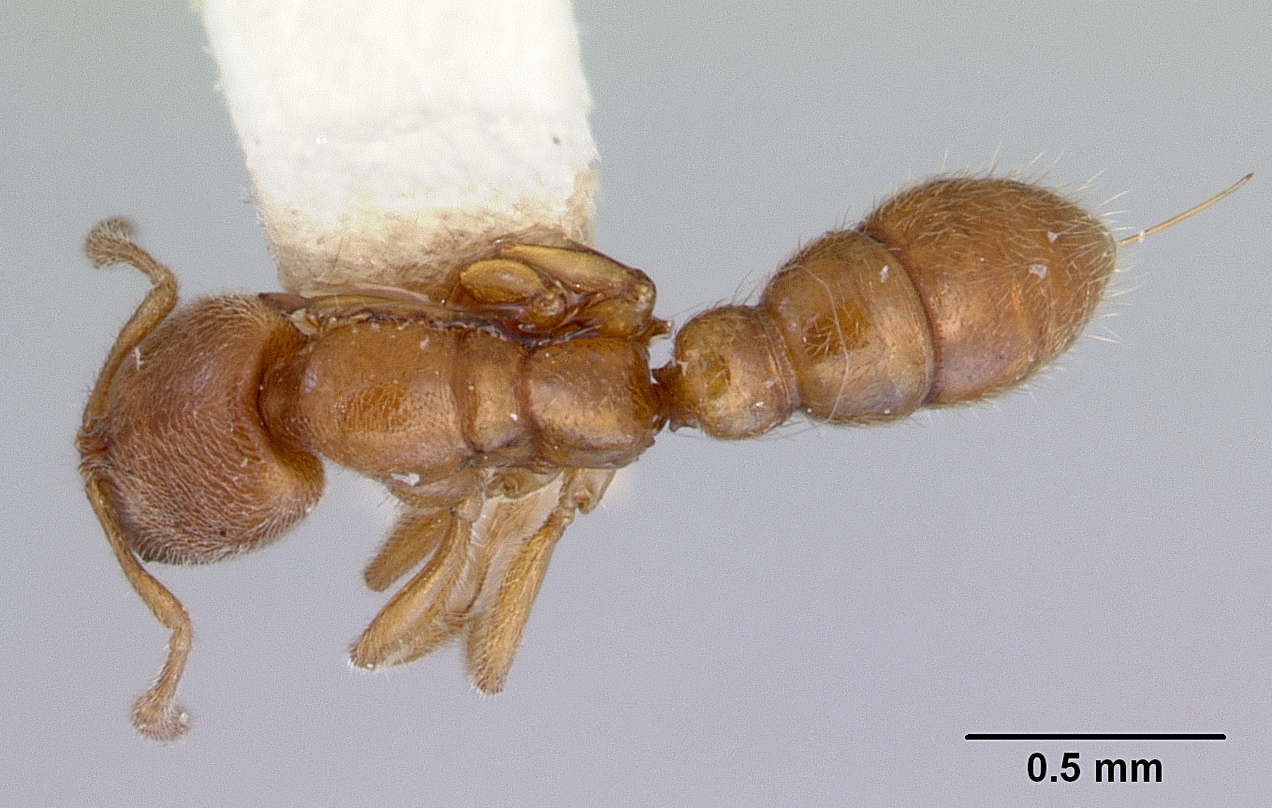